# Garbsen
Garbsen er en by i Region Hannover i Niedersachsen, Tyskland. Den ligger ved floden Leine, ca. 11 km nordvest for Hannover.

## Bydistrikter
Byen er opdelt i 12 distrikter:
- Altgarbsen
- Auf der Horst
- Berenbostel
- Frielingen
- Garbsen-Mitte
- Havelse
- Heitlingen
- Horst
- Meyenfeld
- Osterwald
- Schloss Ricklingen
- Stelingen

## Venskabsbyer
- Hérouville-Saint-Clair (Frankrig)
- Rødding (Danmark)
- Bassetlaw (Storbritannien)
- Farmers Branch (Texas, USA)
- Schönebeck (Elben) (Sachsen-Anhalt, Tyskland)
- Wrzesnia (Polen)